# Wrzód Curlinga
Wrzód Curlinga – ostry wrzód stresowy żołądka lub dwunastnicy, będący powikłaniem ciężkich oparzeń. Wrzody Curlinga zwykle powstają w dnie żołądka (mogą obejmować też trzon).
Jednostkę chorobową opisał brytyjski lekarz Thomas Blizard Curling w 1842.